# Буфало (Оклахома)
Буфало (енгл. Buffalo) град је у америчкој савезној држави Оклахома.

## Демографија
По попису из 2010. године број становника је 1.299, што је 99 (8,3%) становника више него 2000. године.
| Група             | 2000.         | 2010.         |
| Белци             | 1.055 (87,9%) | 1.008 (77,6%) |
| Афроамериканци    | 1 (0,1%)      | 2 (0,2%)      |
| Азијати           | 0 (0,0%)      | 2 (0,2%)      |
| Хиспаноамериканци | 124 (10,3%)   | 265 (20,4%)   |
| Укупно            | 1.200         | 1.299         |